# Neeressa sagada
Neeressa sagada är en fjärilsart som beskrevs av Semper 1898. Neeressa sagada ingår i släktet Neeressa och familjen björnspinnare. Inga underarter finns listade i Catalogue of Life.